# Droga główna nr 28 (Szwajcaria)
Droga główna nr 28 (niem. Hauptstrasse 28) - droga krajowa przebiegająca przez terytorium Księstwa Liechtenstein oraz Szwajcarii wchodząca w skład szwajcarskiej sieci dróg głównych. Arteria zaczyna się na północ od Vaduz w miasteczku Schaan. Pierwszy etap trasy prowadzi przez Liechtenstein na południe do granicy ze Szwajcarią i miasta Landquart. Stąd droga biegnie na wschód doliną rzeki Landquart do zbudowanego w 2005 roku Gotschnatunnel stanowiącego obwodnicę miasta Klosters. Z Klosters trasa kieruje się do Davos i dalej na zachód przez Flüelapass do Susch (odcinek ten można ominąć korzystając z przewozu auta pociągiem przez Vereinatunnel z Klosters do Suchs). Ostatni fragment arterii od Zernez prowadzi na Ofenpass i dalej do granicy z Włochami, gdzie droga nr 28 spotyka się z trasą SS41. Na krótkim odcinku między Susch a Zernez biegnie wspólnym śladem z Hauptstrasse 27.